# مایکل تی. مک گوایر
مایکل تی. مک گوایر (انگلیسی: Michael T. McGuire؛ ۱۹۲۹/۱۹۳۰ – ۱ فوریه ۲۰۱۶) روان‌پزشک اهل ایالات متحده آمریکا بود که در نظریه‌های روانکاوی، روان‌پزشکی زیستی، زیست‌شناسی فرگشتی، زیست‌جامعه‌شناسی و نظریه و عمل روان‌پزشکی مشارکت داشت.